# Прерванный урок музыки
Прерванный урок музыки (нидерл. Onderbreking van de muziek) — картина голландского художника Яна Вермеера, выполненная, предположительно, в период между 1660—1661 годом. Жанровый сюжет об уроке музыки был довольно популярен в голландской живописи XVII века. Картина хранится в частной коллекции Фрика, музея в Нью-Йорке.

## История создания
В 1660 году Ян Вермеер вместе со своей семьёй переезжает в дом своей матери, что находился в районе Ауде Лангендейк (нидерл. Oude Langendijk) возле церкви Ньиве керк в Делфте. На первом этаже этого здания художник разместил свою мастерскую, где, предположительно, в период между 1660—1661 годом могла быть написана картина. В 1901 году она была куплена за 26 000 долларов, что являлось значительно большей суммой, чем за остальные картины художника.

## Сюжет картины
Вместе с «Уроком музыки», «Концертом», «Лютнисткой» и «Гитаристкой» эта работа является частью серии картин, посвящённых так или иначе музыкальной тематике. Сюжет этого произведения отображает процесс ухаживания в Европе XVII века, в частности, молодую девушку вместе с ухажёром или учителем музыки во время музицирования. Судя по богатому виду одежды, мужчина имеет большой достаток. Такими незаметными на первый взгляд деталями, как бокал вина и картина с Купидоном на заднем плане, картина создаёт отсылки к интимному моменту между двумя персонажами. Изображая Купидона, художник выражает идею о том, что только в привязанности друг к другу может возникнуть истинная любовь. До конца не понятным остаётся момент и причина испуга девушки. Мужчина и девушка вместе держат листок с нотами, когда, предположительно, кто-то входит в комнату, и девушка от неожиданности поворачивает голову. Чтобы придать выразительности её лицу и сконцентрировать внимание на её взгляде, Вермеер рисует головной убор белым цветом и насыщает пространство вокруг лица светлыми тонами. В этой работе Вермеер выводит на первый план взаимоотношения между людьми, а не развитие действия. Существуют предположения, что клетка для птицы в левом углу могла быть дорисована значительно позже другими художниками, поскольку состав краски отличается от основы картины.

## Символы

### Бокал для вина
Бокал вина, сдержанно показанный на столе за песенником, связан как с радостью, так и с соблазном. В тот период времени потребление вина также ассоциировалось с любовью. Бокал кажется полным и нетронутым, что символизирует медленно развивающиеся отношения между мужчиной и женщиной.

### Окно
С левой стороны картины находится многостворчатое окно, из которого поступает свет для сцены. Вермеер использовал тот же дизайн окна в девяти других своих работах («Урок музыки, «Девушка с бокалом вина», «Бокал вина», «Офицер и смеющаяся девушка», «Дама, пишущая письмо со своей служанкой», «Молодая женщина с кувшином воды», «Женщина с лютней», «Женщина, держащая весы», и «Женщина с жемчужным ожерельем»).

### Картина
Дымчатая картина на заднем плане сцены изображает Купидона. Картина внутри картины была обнаружена после ее реставрации в 1907 году (она была закрыта стеной и висящей скрипкой).